# Olivier Troisfontaines
Olivier Troisfontaines (Seraing, 26 oktober 1989) is een Belgisch basketballer.

## Carrière
Troisfontaines speelde in de jeugd van Royal Haut-Pré Ougrée Basket, RB Tilff en Liège Basket. Bij deze laatste maakte hij in het seizoen 2006/07 zijn debuut op het hoogste niveau. Hij speelde bij de club tot in 2013, de eerste vier seizoen speelde hij vaak nog in de tweede en derde klasse. In 2013 maakte hij de overstap naar de Leuven Bears waar hij twee seizoenen speelde. Hierna trok hij naar Okapi Aalst waar hij werd uitgeroepen tot Speler van het jaar in het seizoen 2016/17. In 2018 trok hij naar het Franse Cholet Basket waarmee hij uitkam in de Franse eerste klasse.
In december 2019 keerde hij al terug naar België en ging spelen voor BC Oostende waarmee hij vier titels op een rij won en een beker. Na het seizoen 2022/23 verliet hij Oostende. Hij tekende in de zomer van 2023 bij Liège Basket waar hij zijn profcarrière startte. Hij tekende in de zomer van 2024 voor de Franse tweedeklasser Denain Voltaire Basket. In de zomer van 2025 maakte hij de overstap naar de Belgische tweedeklasser CB Liège.

### Nationale ploeg
Hij speelde ook voor de nationale ploeg.

## Erelijst
- Speler van het jaar: 2016/17
- Ster van de coaches: 2018
- Belgisch landskampioen: 2020, 2021, 2022, 2023
- Belgische landsbeker: 2021